# ハンス・ツィッシュラー
クリストフ・ヨハン（ハンス）・ツィッシュラー（Christoph Johann „Hanns“ Zischler, 1947年6月18日 - ）は、ドイツの俳優、脚本家、声優、翻訳家、エッセイスト。ハンス・ツィシュラーやハンス・ジシュラー、ハンス・ジッヒラーとも表記される。

## 経歴
ニュルンベルクに石材業者の息子として生まれる。ミュンヘン大学とベルリン自由大学で哲学、民族学、音楽学およびドイツ文学を学ぶ。編集者、翻訳家をしたのち、1968年にベルリンのシャウビューネ劇団に入り、1973年から1975年までその脚本家を務めた。
俳優としても1970年代からヴィム・ヴェンダース、ペーター・ハントケ、ペーター・リリエンタール、ルドルフ・トーメ監督らのドイツ映画作品に出演した。特に1976年のヴィム・ヴェンダース監督作品『さすらい』で知名度を得た。国際的にもクロード・シャブロル、アンドリュー・バーキン、サボー・イシュトヴァーン監督作品に出演した。特に2005年のスティーヴン・スピルバーグ監督の『ミュンヘン』ではモサッドのエージェントを演じて注目された。またスウェーデンの『マルティン・ベック』シリーズではヨーゼフ・ヒルマン役を演じている。2009年のベルリン国際映画祭では、ウーファの映画プロデューサー役で出演した、ヒルデガルト・クネフの生涯を描いた映画『ヒルデ』が初上映された。
2006年に再度ベルリンに出版社を設立し、交通学関係の書籍などを出版している。

## 主な出演作品

### 映画
- さすらい（1976年）
- 卍/ベルリン・アフェア（1985年）
- 新ドイツ零年（1991年）
- 僕を愛したふたつの国/ヨーロッパ ヨーロッパ（1990年）
- 時の翼にのって/ファラウェイ・ソー・クロース!（1993年）
- 太陽の雫（1999年）
- テイキング・サイド（2001年）
- リプリーズ・ゲーム（2002年）
- ベルリン、僕らの革命（2004年）
- ミュンヘン（2005年）
- 誰がため（2008年）

### テレビドラマ
- バビロン・ベルリン シーズン1&2（2017年）

## 著作
- Hanns Zischler, Sara Danius: Nase für Neuigkeiten: Vermischte Nachrichten von James Joyce. Berlin: Paul Zsolnay Verlag 2008, 164 S. ISBN 978-3-552-05425-7
- Hanns Zischler, Jörg Probst（編）: Großes Kino, kleines Kino. 1968 Bilder. Berlin: Merve 2008, 132 S. ISBN 978-3-88396-248-1
- Hanns Zischler, Frank Böckelmann（編）: Der hinreiszende Klang des Amerikanischen. Berlin: Alpheus Verlag 2007 (TUMULT Bd. 32)
- Hanns Zischler: Die schönste Mondlandschaft, die man sich denken kann: die Fränkische Alb, in: Deutsche Landschaften (2003), 293 - 303.
- Hanns Zischler（編）: Literaturmagazin 43. Borges im Kino. Reinbek: Rowohlt 1999, 176 S., zahlr. Abb. ISBN 3-498-03906-7
- Hanns Zischler: Kafka geht ins Kino, Reinbek bei Hamburg: Rowohlt 1996, 163 S., Ill.
- Hanns Zischler: Tagesreisen. Berlin: Merve 1993, 128 S. ISBN 3-88396-106-X